# Erich Goede
Erich Goede (24 maggio 1916 – 15 maggio 1949) è stato un calciatore tedesco, di ruolo centrocampista.